# Как организовать соревнование?
«Как организовать соревнование?» — статья В. И. Ленина, написана 24—27 декабря 1917 года (6—9 января 1918 г.), впервые опубликована 20 января 1929 года в газете «Правда» № 17, подпись: В. Ленин. В 5-м издании Полного собрания сочинений Ленина напечатана в 35 томе, стр. 195—205.
Основная идея работы — «Надо организовать соревнование практиков-организаторов из рабочих и крестьян друг с другом». Пролетарии и крестьянство, которые после победы Октябрьской революции стали господствующим классом, противопоставляются «богатым и их прихлебателям, буржуазным интеллигентам», а также «жуликам, тунеядцам и хулиганам. Те и другие, первые и последние — родные братья», утверждает автор. Несмотря на положение гегемона, «рабочие и крестьяне ещё „робеют“, ещё не освоились с тем, что они — теперь господствующий класс, ещё недостаточно решительны». Необходимо будить самостоятельное творчество масс в деле организации экономической жизни государства, то есть вести по настоящему массовый учёт и контроль производства и распределения продуктов. Слова «учёт и контроль» повторяются в ленинской статье девять раз. Написанная в призывном, «лозунговом» стиле, работа заканчивается требованием «помочь развернуться» организаторским талантам, которых «много в народе, они только придавлены», но именно такие свежие силы способны «спасти Россию и спасти дело социализма».
«Большая Советская энциклопедия» указывает, что данная работа, а также обращение 16-й партийной конференции «Ко всем рабочими трудящимся крестьянам Советского Союза» сыграли историческую роль в рабочем движении первых пятилеток.